# Tillandsia purpurascens
Tillandsia purpurascens är en gräsväxtart som beskrevs av Werner Rauh. Tillandsia purpurascens ingår i släktet Tillandsia och familjen Bromeliaceae. Inga underarter finns listade i Catalogue of Life.